# Centre d'Interpretació de l'Aigua i del Madriu

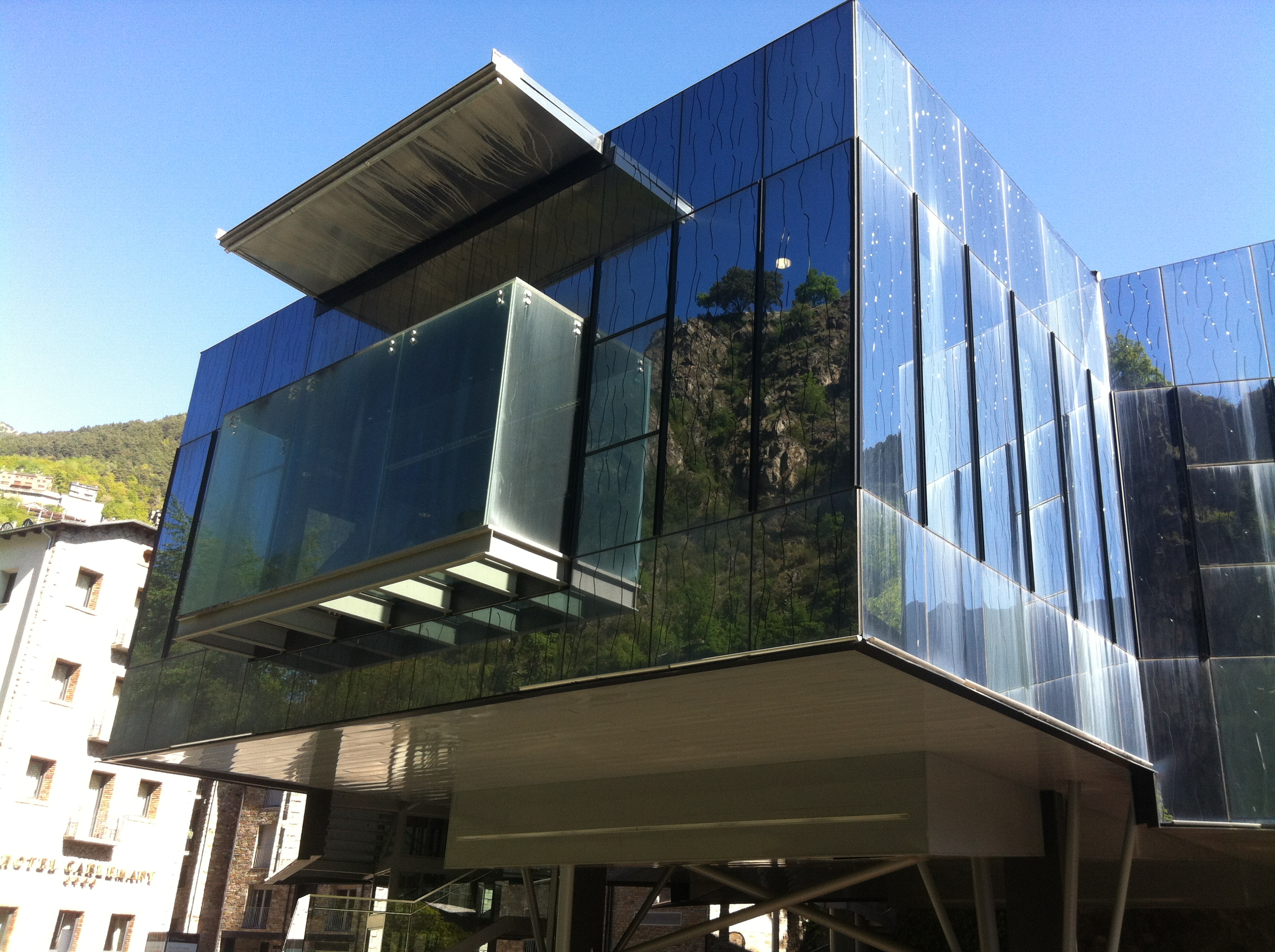
Edifici

El Centre d'Interpretació de l'Aigua i del Madriu és un centre ubicat a l'Avinguda Carlemany, 8 d'Escaldes-Engordany, a Andorra. Es tracta d'un centre que promou la cultura de l'aigua d'una manera lúdica i mitjançant interactius, així com diversos jocs de manipulació i altres experiències. Està ubicat en un edifici de nova planta sobre el riu Valira d'Orient.
El Centre també explica la Vall del Madriu, declarada patrimoni de la humanitat per la UNESCO el 2004, en la categoria de paisatge cultural. El centre té una clara voluntat didàctica i organitza activitats familiars i educatives.